# عبدالفتاح الخطاری
عبدالفتاح الخطاری (انگلیسی: Abdelfattah El Khattari؛ زادهٔ ۳ مارس ۱۹۷۷) بازیکن فوتبال اهل مراکش بود.
از باشگاه‌هایی که در آن بازی کرده‌است می‌توان به باشگاه فوتبال الوداد کازابلانکا اشاره کرد.
وی همچنین در تیم ملی فوتبال مراکش بازی کرده‌است.